# Mesosa medana
Mesosa medana là một loài bọ cánh cứng trong họ Cerambycidae.